# 1995 WY2
1995 WY2, também escrito como 1995 WY2, é um objeto transnetuniano (TNO) que está localizado no cinturão de Kuiper, uma região do Sistema Solar. Ele é classificado como um cubewano. Ele possui uma magnitude absoluta (H) de 7,2 e, tem um diâmetro estimado com cerca de 160 km, por isso é pouco provável que possa ser classificado como um planeta anão, devido ao seu tamanho relativamente pequeno.

## Descoberta
1995 WY2 foi descoberto no dia 18 de novembro de 1995 pelos astrônomos D. C. Jewitt e J. X. Luu.

## Órbita
A órbita de 1995 WY2 tem uma excentricidade de 0.128 e possui um semieixo maior de 46.760 UA. O seu periélio leva o mesmo a uma distância de 40.791 UA em relação ao Sol e seu afélio a 52.729.